# Мезень (река)
Мезе́нь (также среди местного населения распространён вариант Ме́зень) — река в России, протекает по территории Республики Коми и Архангельской области.
Длина — 966 километров, площадь водосборного бассейна — 78 000 км².

## Этимология
Гидроним финно-угорского происхождения. Коми называют эту реку Мозын. Этимология остаётся дискуссионной. По одной из гипотез, название образовано от этнонима мось (одна из фратрий обских угров) с топонимическим суффиксом -нг-, то есть первичной была форма Мосьнг — «река фратрии мось».

## География
Берёт начало из болот на западных склонах Тиманского кряжа (Республика Коми). В верхней половине часто меняет направление течения. На территории Архангельской области течёт в основном на северо-запад. Впадает в Мезенскую губу Белого моря. В устье расположен город Мезень.
В верхнем течении берега высокие и скалистые, в среднем течении Мезень извилиста, много перекатов, затрудняющих судоходство. В нижнем течении, ниже устья реки Вашка, русло изобилует мелями и перекатами.
В устье Мезени наблюдаются приливы, распространяются вверх по реке на 64 км.
Основные притоки: справа — Мезенская Пижма, Сула, Кыма, Пёза; слева — Вашка, Пысса, Ус, Большая Лоптюга, Йирва.

### Притоки
(км от устья)
- 5 км: Ольховка
- 5 км: Сёмжа
- 22 км: Пыя
- 29 км: Чеца (Нижняя Чеца)
- 41 км: Каменка
- 42 км: прот. без названия
- 51 км: рук. без названия
- 65 км: Шукша
- 73 км: Старая Кимжа
- 81 км: Кимжа
- 86 км: Пёза
- 91 км: Жердь
- 100 км: рук. Печищенский Полой
- 128 км: Верхняя Целега
- 136 км: прот. без названия
- 143 км: Палуга
- 151 км: Большая Кеслома
- 151 км: Рочуга
- 155 км: прот. Копыльский Полой
- 157 км: Малая Кеслома
- 165 км: Юрома
- 173 км: Кельчема (Керчема)
- 178 км: Ерчема (Елчема)
- 195 км: руч. Большой
- 196 км: Ежуга
- 201 км: Вашка
- 207 км: Едома
- 216 км: Пожа
- 221 км: Пылема
- 225 км: Ираса (Ирос, Ироса, Юроса)
- 225 км: Колмогорская Курья
- 242 км: Она
- 242 км: Цебьюга (Цеблюга)
- 254 км: Кома
- 266 км: Коч
- 268 км: Хетея
- 272 км: руч. Горевой (Гаревой)
- 276 км: Нижняя Сезя
- 282 км: Попьюга
- 286 км: Цебьюга (Чебьюга, Чеблюга)
- 288 км: Манбас
- 306 км: Мутасья (Мутусь, Мутося)
- 308 км: Манбас (Мамбасс)
- 315 км: Кыма (Кымь)
- 321 км: Сельзя
- 324 км: Неньга
- 329 км: руч. Койнас
- 332 км: Ноба
- 337 км: Сула
- 339 км: Карва
- 343 км: Карва (Кирва)
- 347 км: Низьма (Низима)
- 349 км: Кысса
- 352 км: руч. Карпов
- 360 км: Кузига
- 361 км: Выбор (Выбера)
- 362 км: руч. Домашний
- 372 км: Лэба
- 374 км: без названия
- 390 км: Мезенская Пижма
- 393 км: без названия
- 395 км: руч. Зубова
- 412 км: руч. Гремячий (Грубой)
- 413 км: Кыртей (Ыджыд-Кыфтью)
- 416 км: Вёза
- 428 км: Курмыш
- 430 км: Большая Виска
- 437 км: Латьюга
- 442 км: Барма
- 453 км: руч. Бычим-Ёль (Бычим-ю)
- 454 км: руч. Мыт-Пыв-Ёль
- 455 км: Пысса (Тыса)
- 470 км: руч. Туп-Ёль
- 476 км: Уипъю
- 480 км: руч. Вэвлез-Ёль
- 492 км: Мудзью (Муча)
- 498 км: Керъю
- 499 км: Вежаю
- 507 км: Селалопи
- 523 км: Уип
- 542 км: Войсасъю
- 545 км: Лэба
- 550 км: Борсег
- 552 км: Сёль
- 566 км: Лёкшор
- 574 км: Пежъю (Лежью)
- 586 км: Ус
- 603 км: Малая Ирыч
- 608 км: Большая Ирыч
- 618 км: Большая Лоптюга
- 631 км: Малая Лоптюга
- 653 км: Йирва
- 671 км: Увъю
- 693 км: Вожаёль
- 700 км: Малая Севка
- 708 км: Большая Севка
- 712 км: руч. Комысь-Видз-Ёль
- 715 км: Комысь
- 729 км: Уджъю
- 737 км: Лупт (Луп)
- 739 км: руч. Кома-Ёль
- 747 км: Ёлва-Мезенская
- 751 км: без названия
- 783 км: Южная Песъю (Большая Песья)
- 806 км: без названия
- 823 км: Кривая
- 826 км: без названия
- 839 км: Нижняя Пузла (Пузла)
- 848 км: Тыд
- 848 км: Шимур (Щишер)
- 876 км: Верхняя Пузла (Каменная Пузла)
- 888 км: Увью
- 908 км: Язиньга
- 929 км: без названия

## Гидрология
Питание смешанное, с преобладанием снегового. Среднегодовой расход воды — 886 м³/с, наибольший — 9530 м³/с. Половодье в мае — июне, летом и осенью дождевые паводки. Замерзает в конце октября — середине ноября, вскрывается в конце апреля — начале мая.
В 186 км от устья есть водомерный пост в д. Малая Нисогора Лешуконского района Архангельской области.
| Средний расход воды (м³/с) реки Мезень по месяцам с 1965 по 1993 гг. (замеры производились на гидрологическом посту в районе д. Малая Нисогора в 186 км от устья) |

## Хозяйственное использование
Река сплавная. Судоходна на 201 км от устья (до впадения реки Вашка), весной — на 681 км (до пристани Макар-Ыб Удорского района Республики Коми (в 1970-х годах)). В устье развито рыболовство.
На реке — город Мезень.

## Мосты
На Мезени три капитальных моста. Первый в районе заброшенного поселка Верхнемезенск, второй в 13 километрах выше деревни Макар-Ыб и третий капитальный мост через реку находится в районе посёлка Усогорск. Он построен в 1971—1974 годах, торжественно открыт 7 ноября 1974 года.